# Gnatholebias
Gnatholebias ist eine Gattung der Saisonfische aus der Familie Rivulidae und gehört zur Gruppe der Eierlegenden Zahnkarpfen. Die Arten dieser Gattung bewohnen temporäre Gewässer des Llanos im Einzugsgebiet des Río Orinoco in Kolumbien und Venezuela.

## Merkmale
Die Arten der Gattung Gnatholebias unterscheiden sich von Arten der anderen Gattungen der Familie Rivulidae durch eine lange Prämaxilla und ein langes Dentarium, durch eine zu einer einzigen Platte verwachsene Hyporale, gebogene proximale Afterflossenstrahlen mit nach hinten gerichteten Spitzen, verlängerte fadenförmige Strahlen der Rücken- und Afterflossen der Männchen, zahlreiche Afterflossenstrahlen (22-26), durch einen horizontalen rotbraunen Streifen in der Nähe des dorsalen Randes der Schwanzflosse der Männchen, einen schmalen schwarzen Rand am ventralen Rand der Brustflosse der Männchen, und durch einen weißen bis hellgrünen Rand an der Unterkante der Brustflosse der Männchen.

## Arten
Die Gattung Gnatholebias umfasst folgende zwei Arten:
- Gnatholebias hoignei (Thomerson, 1974)
- Gnatholebias zonatus (Myers, 1935)